# بطولة فيا جي تي
بطولة فيا جي تي هي عبارة عن سلسلة سباقات سيارات رياضية تم تنظيمها بناءً على طلب الاتحاد الدولي للسيارات. تركزت البطولة في الغالب في أوروبا، ولكن على مر السنين إستضافتها قارات أخرى بما في ذلك آسيا وأمريكا الجنوبية.